# Leslie William Mapson
Leslie William Mapson (* 17. November 1907 in Cambridge; † 3. Dezember 1970) war ein englischer Biochemiker.
Mapson studierte ab 1926 Pharmazie und dann Biochemie an der Universität Cambridge. Nach dem Abschluss arbeitete er in der Walfangindustrie und wurde 1936 über B-Vitamine aus der Wal-Leber promoviert. Er lehrte Biochemie am Portsmouth College of Technology, war an der Low Temperature Research Station in Cambridge und war zuletzt Leiter der Abteilung Pflanzen-Biochemie beim Food Research Institute in Norwich.
Er klärte die Biosynthese von Vitamin C in Pflanzen und Tieren und deren Rolle bei der Photosynthese (als Antioxidans).
1969 wurde er Fellow der Royal Society.